# File Compare
fc (File Compare) は、コンピュータにおいて、DOS、IBM OS/2、Microsoft Windowsオペレーティングシステムのコマンドラインプログラムであり、複数のファイルを比較し、相違点を出力する。UNIXコマンドのcomm、cmp、diffとと似ている。

## 歴史
fcコマンドは、MS-DOS 2.11（1984/85 DEC Rainbowリリースなど） 以降のマイクロソフトのOSに含まれており、Microsoft Windowsのすべてのバージョンにも含まれる。 fcはIBM OS/2バージョン2.0にも含まれる。 
DR-DOS 6.0 にもfcコマンドが含まれる。 
このコマンドはFreeDOSでも使用でき、GPLの下でライセンスされている。 

## 機能
fcは、テキストファイルとバイナリファイルを比較する。 最新バージョンではASCII/Unicodeテキストの比較もできる。比較結果は、標準出力に出力される。 fcの出力は、人間が解釈しやすい形式で出力されるため、他のプログラムで出力を使用するのは難しい場合がある。